# در انتهای ظلمت
در انتهای ظلمت فیلمی به کارگردانی ابوالقاسم ملکوتی و نویسندگی ابوالقاسم ملکوتی و فریدون ثقفی محصول سال ۱۳۴۱ است.

## بازیگران
- منوچهر سخایی
- رحیم روشنیان
- نارملا
- فرهاد محبت
- ناهید ملک محمدی
- کروی
- یاسمین